# Viktor Kuzmics Abalakin
Viktor Kuzmics Abalakin (Odessza, 1930. augusztus 27. – New York, 2018. április 23.) szovjet-orosz csillagász, 1987-től az Orosz Tudományos Akadémia levelező tagja, a Szovjetunió Állami Díjának kitüntetettje.

## Életpályája
1953-ban végzett az Odesszai Állami Egyetemen, 1955–1957 között az Elméleti Csillagászati Intézet egyik osztályát vezette, 1983–2000 között a Pulkovói Obszervatórium igazgatója volt. Számos csillagászattal kapcsolatos mű, többek között a csillagdinamikai, efemer csillagászati, égi mechanikai és tudománytörténeti munkák szerzője. Nagyban hozzájárult a Hold lézerfény-helymegfigyeléseinek a geo- és szelenodinamikai problémák megoldására való felhasználása alapelveinek kidolgozásához. A belső bolygók mozgásának egységes relativisztikus elméletének megalkotásával kapcsolatos munkák szerzője. Az Internet Kultúra Alapítvány kuratóriumának elnöke (1999 óta).
Róla nevezték el azt az aszteroidát 2722 Abalakin, amelyet Nyikolaj Csernih fedezett fel 1976. április 1-jén a Krími Asztrofizikai Obszervatóriumban.

## Díjai
- A Szovjetunió Állami Díja (egy csoport tagjaként, 1982-ért) - a Naprendszer belső bolygói mozgásának egységes relativisztikus elméletének megalkotására irányuló munkasorozatért.
- A "Haza szolgálataiért" érdemrend II. fokozata (2006).

## Főbb munkái
- Grebenikov E. A., Abalakin V. K., Akszjonov E. P., Demin V. G. G., Rjabov J. A. Az égi mechanika és asztrodinamika referenciakönyve / Szerkesztette G. N. Dubosin. Moszkva: Nauka, 1971, 584 p.
- Grebenikov E. A., Abalakin V. K., Aksyonov E. P., Demin V. G. G., Rjabov J. A. Az égi mechanika és asztrodinamika kézikönyve. Izd. II, kiegészítve és átdolgozva. M.: Nauka, 1976, 850 pp.
- Az efemerisztikus csillagászat alapjai / V. K. Abalakin. - Moszkva : Nauka, 1979. - 448 с. : ill.
- Geodéziai csillagászat és asztrometria : referencia kézikönyv / V. K. Abalakin, I. I. Krasnorylov, Y. V. Plakhov. - Moszkva : Cartgeocenter : Geodesizdat, 1996. - 434 с. : illusztráció; 22 cm; ISBN 5-86066-021-9

- A Pulkovói Obszervatórium fénytörési táblázatai / Szovjetunió Tudományos Akadémiája, Főcsillagászati Obszervatórium; főszerkesztő: V. K. Abalakin. - 5. kiadás. - Leningrád : Nauka, Leningrádi kirendeltség, 1985. - 48, [1] с. : tabl.; 26 cm.
- A koordinátarendszerek felépítésének problémái a csillagászatban : [Összegyűjtött cikkek] : A Pulkovói Obszervatórium 150. évfordulójára / Szovjetunió Tudományos Akadémiája, Főcsillagászati Obszervatórium; [Szerkesztette V. K. Abalakin (szerk.) és mások; Előszó: A. A. Efimov]. - Л. : GAO, 1989. - 382,[1] с. : ill. 22 cm. - (12. szám).
- A pulkovói főcsillagvizsgáló 1839-1917 : dokumentumgyűjtemény / Orosz
- Tudományos Akadémia, Archívum ; szerkesztette A. A. A. A. Kovalev. Dokumentumgyűjtemény / Orosz Tudományos Akadémia, Levéltár ; szerkesztette V. K. Abalakin ; [szerkesztette V. K. Abalakin]. K. Abalakin; [bevezető, 3-26. o. és kommentár: A. N. Dadaev]. - Szentpétervár : Nauka : Szentpétervári Kiadó, 1994. - 334, [2] p.; 22 cm; ISBN 5-02-024667-0

## Disszertációk
- Abalakin, Viktor Kuzmics. Az ellipszis alakú csillaghalmazok belsejében lévő csillagok periodikus mozgásáról : disszertáció. ... a fizikai és matematikai tudományok kandidátusa : 01.00.00. - Odessza, 1960. - 118 с. : ill.